# هاري نيوتن ريدمان
هاري نيوتن ريدمان (بالإنجليزية: Harry Newton Redman)‏ هو ملحن ورسام أمريكي، ولد في 26 ديسمبر 1869، وتوفي في 26 ديسمبر 1958.